# Saint-Pierre-du-Perray
Saint-Pierre-du-Perray település Franciaországban, Essonne megyében. Lakosainak száma 12 071 fő (2022. január 1.). Saint-Pierre-du-Perray Tigery, Lieusaint, Nandy, Savigny-le-Temple, Corbeil-Essonnes, Morsang-sur-Seine, Saint-Germain-lès-Corbeil és Saintry-sur-Seine községekkel határos.

## Népesség
A település népessége az elmúlt években az alábbi módon változott:
| Lakosok száma | 9758 | 10 501 | 10 987 | 10 835 | 10 930 | 11 220 | 11 514 | 11 680 | 12 071 |
|               | 2013 | 2015   | 2016   | 2017   | 2018   | 2019   | 2020   | 2021   | 2022   |